# Юмбер I
Юмбер (Гумберт, Умберт) I (фр. Humbert Ier de Viennois; бл. 1240 — 12 квітня 1307) — дофін В'єннський, граф Альбон, В'єнн, Браянсон, Гренобль, Ембрун і Ойзан, барон Ла-Тур-дю-Пін, сеньйор Коліньї у 1282—1307 роках.

## Життєпис
Походив з роду Ла-Тур-дю-Пін. Син Альбера III (IV), барона Ла Тур-дю-Пін, та Беатриси де Коліньї (доньки графині і дофіни Беатриси д'Альбон).  1259 року після смерті старшого брата Альберта IV (V) успадкував родинні володіння.
1273 року пошлюбив представницю Альбонського дому. 1282 року після загибелі брата дружини Жана I, дофіна В'єннського, успадкував усі його володіння. В результаті рід Ла-Тур-дю-Пін став правлячою династією Дофіне. Втім в результаті ці землі перервали савойські володіння — графства Савою і Брессе. У відповідь Філіпп I, граф Савої, розпочав війну проти Юмбера I. 1283 року приніс оммаж за свої фьєфи в графстві В'єнн Вільгельму де Ліврону, архієпископу В'єннському. Савойці марно спробували захопити Гренобль і Шато-де-ла-Бюсьєр. 1285 року визнав сюзеренітет Бургундії над Ревермоном, за яким зобов'язався сплатити 20 тис. ліврів в 4 рази. Натомість Роберт II, герцог Бургундії, відмовився від прав на Дофіне. 1286 року в Парижі було укладено мирний договір, за яким Аймерік де Бріанцон, каштелян Беллекомба, став платити данину Савої, а сам дофін відмовився на користь останньої від Буенки і Гресіводану. В результаті дофіно-савойський кордон перемістився до Ла-Буазьє і Аллевара.
Втім Юмбер I не бажав втрачати володіння тому уклав військовий союз з Женевським домом — Робером, єпископом Женеви, та Амадеєм II, графом Женеви, спрямований проти Савойського графства. У відповідь савойці взяли в облогу Женеву. В результаті почалися нові перемовини.
1289 року Юмбер I обміняв в Аймеріка де Бріанцона Беллекомб на Варче. У відповідь новий савойський граф Амадей V сплюндрував Беллекомб. Втім савойське військо зазнало невдачі під замком Ла-Террасс, чим скористався Юмбер I. Він зібрав війська й завдав поразки супротивникові біля Серветту. Зрештою 1293 року в Сен-Жан-де-Мор'єнн укладається мирний договір, за яким дофін відмовився від замків Фокіньї, Бонневіль, Монту, Алленд-ле-Вьє, Кредо з землями, фьєфами Шатофорт, Нерньє, Ла-Равур. Натомість дофін Юмбер I отримував повні права на бароні Ла-Тур-дю-Пін та сеньйорію Коліньї. 1294 року через фінансову скруту вимушений був визнати себе васалом Франції в обмін на щорічну пенсію в 500 ліврів.
За конфлікт з Савойським графством був відлучений від церкви, що не завадило йому в 1306 році стати ченцем в картезіанському монастирі Вал-Сен-Марі. Того ж року уклав антисавойський союз з сусідніми дрібними сеньйорами. Помер 1307 року. Йому спадкував син Жан II.

## Родина
Дружина — Анна, донька Гіга VII, дофіна В'єннського
Діти:
- Жан (1280—1319) — дофін В'єннський
- Гуго (д/н—1321) — барон Фокіньї
- Гіг († 1319) — сеньйор Монтобан
- Алікс (1280—1309) — дружина Жана I, графа Форе
- Марія — дружина Аймара V де Пуатьє, графа Валентинуа і Діуа
- Маргарита (д/н—після 1303) — дружина Фредеріка I, маркграфа Салуццо
- Беатриса (1275—1347) — дружина сеньйора Гуго I де Шалон-Арлай
- Генріх (1296—1349) — єпископ Меца
- Катерина (д/н—1337) — дружина Філіппа I, князя П'ємонта та принца Ахейського